# Paul Dietrich Giseke
Paul Dietrich Giseke, född 8 december 1741 i Hamburg, död där 26 april 1796, var en tysk botaniker.
Giseke, som var professor vid Johanneum i Hamburg, åhörde 1771 Carl von Linnés föreläsningar över "methodus naturalis" (ett naturligt växtsystem) och utgav efter egna anteckningar (ävensom efter dem, som sedermera professorn vid Kiels universitet Johan Christian Fabricius fört efter Linnés första föreläsningskurs över samma ämne 1764) ett uttömmande arbete om Linnés märkliga och banbrytande åsikter i denna gren av botaniken, varom Linné själv yttrat: "primum et ultimum hoc in Botanicis desideratum est". Gisekes bok har titeln Caroli a Linné prælectiones in ordines naturales plantarum (1792).

Auktorsnamnet Giseke kan användas för Paul Dietrich Giseke i samband med ett vetenskapligt namn inom botaniken; se Wikipediaartiklar som länkar till auktorsnamnet.